# エンジェルプロダクション
エンジェルプロダクションは、日本のモデルプロダクション。通称エンプロ。
所属女子モデルによる関西地区を中心としたスチル撮影及び、映像並びにその他一切にかかわる撮影及びモデルプロダクション。大阪に拠点を置き、またモデルも皆関西出身者である。所属モデルのCD-ROMやDVD編集、及び作成販売している。

## 概要
2000年ごろに創設。モデルは小中学生女子が主である。撮影が主の事務所である。2005年ごろにはmiyuやりななど主力モデルが好評なこともあって、ジュニアアイドル業界では「大阪の横綱」と呼ばれるほど好調である。東京支社を作り、東京進出を計画していたが、その企画はなくなったようである。大阪では月に1回定例の撮影会、また年に数回、東京などでも撮影会やイベントを行う。かつては、エンタ!371にて『ジュニアモデルの素顔』（放送期間は1、2年ほど）という同社専門の番組を持っていた。
現在は経営も家族規模となり、良くいえばアットホームな雰囲気の、マイペースな活動となっている。作品も大手メーカーと比べると手作り感が強い。

## 商品
基本的にインディーズ(自主制作)作品を主としており、通販のみでの販売であった。しかし2005年ごろから、メジャータイトルも発売しており、またインディーズ作品も秋葉原などの有名な店ではコーナーをもうけ販売している。CD-ROM写真集には画像が数百枚、DVDは通常30分の動画である。（メジャー作品は60分が多い。）最近はインディーズ(自主制作)作品がほとんどで、月に一回だった新作発売も遅れがち、主力となる新人が不足しているなどと、活動自体は全盛期の勢いはない。

## 主な所属モデル
- miyu
- yuuna
- Shuri
- 藍
- るいか
- ゆうみ

## 過去の所属モデル
- りな